# Serra do Açor (Algarve)
A Serra do Açor era, em 1747, uma serra do Reino do Algarve. Tinha três léguas de comprido, e meia de largo, chamando-se Serra do Açor, Serra de Pero Janeiro ou Serra da Dobra, conforme os sítios por onde passava.
Ao poente dela nascia o Rio de Delouca, e ao nascente o Rio Encherim, que feneciam no rio da Vila de Portimão. Não constava que dela nascessem algumas fontes, por cuja razão, além de sua aspereza, não havia nela povoações. Em partes produzia centeio, cevada e trigo, e dava muita bolota nas grandes matas de azinheiras de que se vestia; e no mato rasteiro criava muita caça miúda, de perdizes e coelhos, e de caça grossa javalis. E juntamente servia de pasto ao gado miúdo e grosso, de lã e pelo, dos lugares circunvizinhos.